# Chaosphere
Albums de Meshuggah
Destroy Erase Improve
(1995) Nothing
(2002)
Chaosphere est le troisième album studio du groupe de metal extrême suédois Meshuggah sorti le 10 novembre 1998 sur le label Nuclear Blast,.
En septembre 2008, le groupe sort Chaosphere Reloaded, une réédition de l'album avec cinq morceaux bonus, issus de l'EP The True Human Design,,.

## Contexte
Meshuggah est fondé en 1987 à Umeå en Suède. En 1990, Tomas Haake rejoint le groupe en remplacement de Niklas Lundgren. Il est suivi par Mårten Hagström qui le rejoint en 1992. Meshuggah attire l'attention internationale en 1995 avec la sortie de son deuxième album, Destroy Erase Improve. Le groupe est à l'époque novateur, fusionnant les tempos rapides du death metal, du thrash metal et du metal progressif avec des éléments de jazz fusion. Avant de sortir ce troisième album, Meshuggah a déjà tourné avec entre autres Machine Head et Hypocrisy et le groupe jouit déjà d'une certaine notoriété.

## Liste des titres
| 1.    | Concatenation                      | Tomas Haake | Fredrik Thordendal          | 4:17  |
| 2.    | New Millennium Cyanide Christ      | Haake       | Thordendal, Mårten Hagström | 5:36  |
| 3.    | Corridor of Chameleons             | Haake       | Thordendal                  | 5:02  |
| 4.    | Neurotica                          | Hagström    | Hagström                    | 5:20  |
| 5.    | The Mouth Licking What You've Bled | Haake       | Thordendal                  | 3:57  |
| 6.    | Sane                               | Haake       | Hagström, Jens Kidman       | 3:49  |
| 7.    | The Exquisite Machinery of Torture | Haake       | Thordendal, Haake           | 3:56  |
| 8.    | Elastic                            | Haake       | Hagström                    | 15:30 |
| 47:27 |                                    |             |                             |       |

| 9. | Unanything | 3:00 |

| Morceaux bonus de la réédition Chaosphere Reloaded sortie en 2008, | Morceaux bonus de la réédition Chaosphere Reloaded sortie en 2008, | Morceaux bonus de la réédition Chaosphere Reloaded sortie en 2008, | Morceaux bonus de la réédition Chaosphere Reloaded sortie en 2008, | Morceaux bonus de la réédition Chaosphere Reloaded sortie en 2008, | Morceaux bonus de la réédition Chaosphere Reloaded sortie en 2008, | Morceaux bonus de la réédition Chaosphere Reloaded sortie en 2008, | Morceaux bonus de la réédition Chaosphere Reloaded sortie en 2008, | Morceaux bonus de la réédition Chaosphere Reloaded sortie en 2008, | Morceaux bonus de la réédition Chaosphere Reloaded sortie en 2008, |
| No                                                                 | Titre                                                              | Paroles                                                            | Musique                                                            | Durée                                                              |                                                                    |                                                                    |                                                                    |                                                                    |                                                                    |
| ------------------------------------------------------------------ | ------------------------------------------------------------------ | ------------------------------------------------------------------ | ------------------------------------------------------------------ | ------------------------------------------------------------------ | ------------------------------------------------------------------ | ------------------------------------------------------------------ | ------------------------------------------------------------------ | ------------------------------------------------------------------ | ------------------------------------------------------------------ |
| 9.                                                                 | Sane (démo)                                                        | Haake                                                              | Thordendal, Kidman                                                 | 4:07                                                               |                                                                    |                                                                    |                                                                    |                                                                    |                                                                    |
| 10.                                                                | Future Breed Machine (Mayhem version)                              | Haake                                                              | Meshuggah                                                          | 8:12                                                               |                                                                    |                                                                    |                                                                    |                                                                    |                                                                    |
| 11.                                                                | Future Breed Machine (Campfire version)                            | Haake                                                              | Meshuggah                                                          | 3:29                                                               |                                                                    |                                                                    |                                                                    |                                                                    |                                                                    |
| 12.                                                                | Future Breed Machine (Quant's Quantastical O La La)                | Haake                                                              | Meshuggah                                                          | 4:07                                                               |                                                                    |                                                                    |                                                                    |                                                                    |                                                                    |
| 13.                                                                | Future Breed Machine (remix)                                       | Haake                                                              | Meshuggah                                                          | 7:30                                                               |                                                                    |                                                                    |                                                                    |                                                                    |                                                                    |
| 1:14:52                                                            |                                                                    |                                                                    |                                                                    |                                                                    |                                                                    |                                                                    |                                                                    |                                                                    |                                                                    |

## Réception
L'album a été accueilli très positivement par la majorité des critiques.

## Crédits

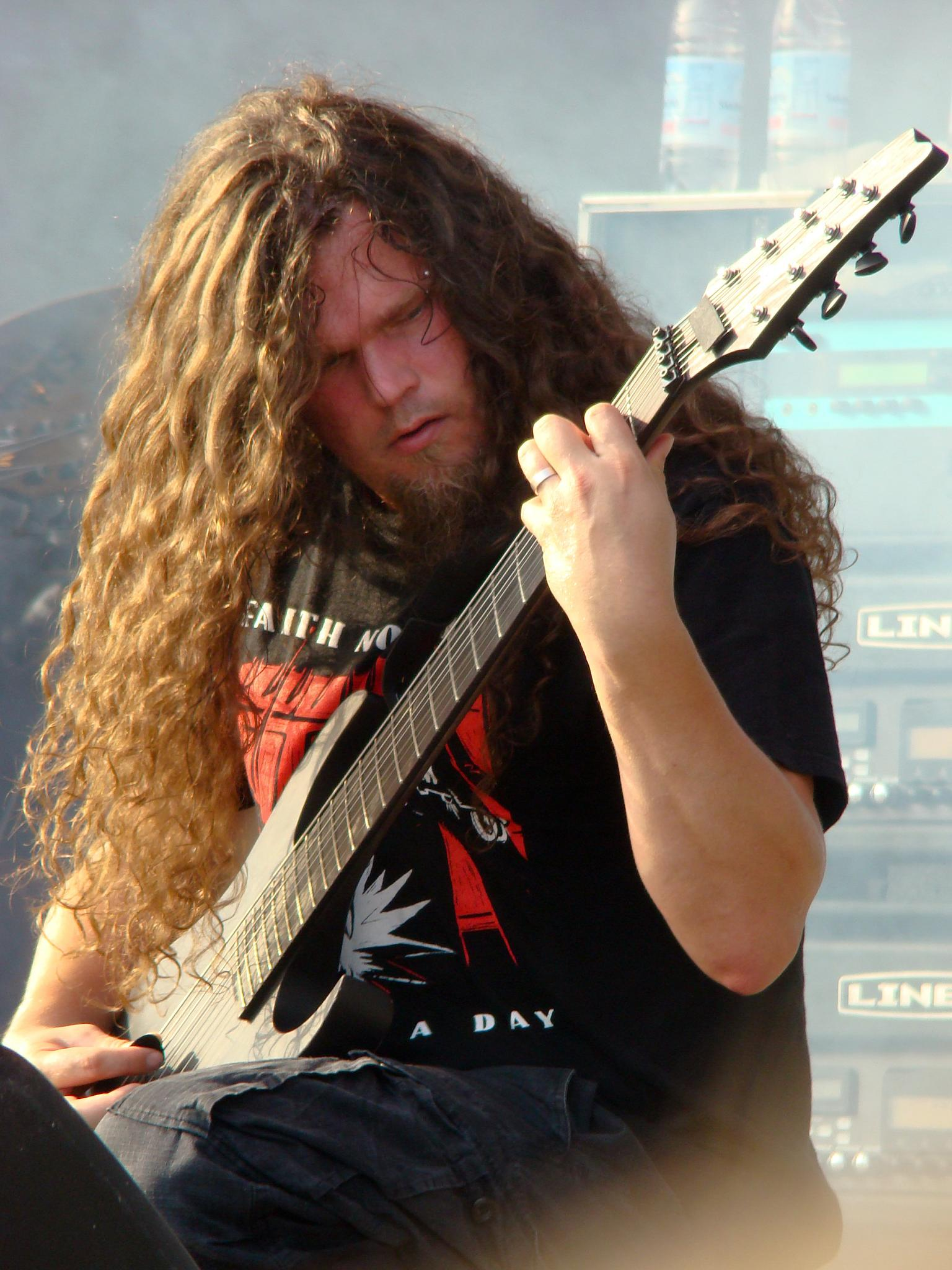
Mårten Hagström, guitariste rythmique du groupe

### Composition du groupe
- Jens Kidman - Chant.
- Fredrik Thordendal - Guitare solo et mixage audio.
- Tomas Haake - Batterie, spoken word et artwork.
- Mårten Hagström - Guitare rythmique.
- Gustaf Hielm - Basse[1],[7].

### Membres additionnels
- Daniel Bergstrand - Enregistrement, mixage.
- Peter In de Betou - Mastering[2].
- John Norhager - Photographie[1],[7].